# Ателлана
Ателла́на (от лат. fabula atellana, басня из Ателлы) — короткие фарсовые представления в духе буффонады, названные по имени города Ателла (совр. Аверса) в Кампанье, где они зародились.

## Общие сведения
Придуманные во II веке до н. э., ателланы представляют стереотипных и гротескных персонажей. Главных масок было четыре:
- Макк, Маккус-простак (лат. Maccus) — изображающий дурака, обжору и ловеласа; бритый, с ослиными ушами, горбатый;
- Буккон, Букко-хвастун (лат. Bucco) — толстощёкий обжора с огромным ртом, болтун и хвастун;
- Папп, Паппус (лат. Pappus) — глупый старик, богатый, скупой и честолюбивый;
- Доссен, Доссенус (лат. Dossenus) — злой горбун, провинциальный «философ», шарлатан[2].

## Историческая связность
Предшественниками ателлан являются греческие флиаки. А сами они, разыгрывавшиеся римскими комедиантами и фигурировавшие в качестве дополнений к трагедиям, также имеют продолжение. Это комедии дель арте. Родственны им и русские представления Петрушки, немецкие Кашперля и тому подобные.
Ателланы ставились и в эпоху христианства — об этом свидетельствуют учителя церкви Тертуллиан и Арнобий, возмущавшиеся безнравственным, по их мнению, содержанием пьес. В XVI веке маски ателланы вновь появляются в народной итальянской комедии — таким образом, ателлана оказала влияние на позднейшую итальянскую комедию дель арте.

## Особенности содержания
Ателланы отличались большой грубостью и часто скабрёзностью содержания; писались они нелитературным латинским языком. По сведениям энциклопедического словаря Ф. А. Брокгауза и И. А. Ефрона, сохранилось всего 106 названий ателлан. В начале I века до н. э. эти безыскусственные комедии получили литературную обработку со стороны двух авторов — Помпония и Новия. До нас дошли лишь отдельные стихи литературной ателланы. В произведении Помпония «Папп обойдённый» честолюбивый старик проваливается на выборах, но утешает себя тем, что говорит:

Расположение народа таково — оно известно:

Сначала он противится, затем даст голос, знаю.

В ателлане Новия под тем же заглавием сын неудачливого на выборах Паппа говорит отцу:

Коль ты, отец, всё будешь приглашать такого сорта избирателей,

То ты сидеть в гробу скорее будешь, чем в курульном кресле!

В правление Юлия Цезаря ателланы были запрещены из-за того, что часто принимали характер личных нападок на высших особ. Существует рассказ о том, что Калигула приказал сжечь одного из актёров ателлан; гонения осуществляли также Нерон и Домициан. Таким образом, ателланы у римлян понемногу вытесняются мимами.